# Magusa albonotata
Magusa albonotata là một loài bướm đêm trong họ Noctuidae.